# لیتل بدو
لیتل بدو (به انگلیسی: Little Baddow) یک روستا و محله مدنی در بریتانیا است که در چلمزفورد واقع شده‌است. لیتل بدو ۱٬۵۸۶ نفر جمعیت دارد.